# ながと帰葉
ながと 帰葉（ながと きは、1988年5月1日 - ）は、日本のライトノベル作家。女性。埼玉県在住。牡牛座のA型。
「諏訪に落ちる夕陽〜落日の姫〜」で、集英社が主催している2006年度ノベル大賞読者大賞を受賞。趣味は読書、映画鑑賞。

## 作品リスト
- 諏訪に落ちる夕陽
- アルワンドの月の姫シリーズ
  - 砂漠の王子と銀の杖
  - 薔薇が届ける恋心
  - 女神をあざむく魔物（ジン）と月夜の秘め事
  - 恋歌を捧ぐ夜鶯（ナイチンゲール）
  - 王太子の婚礼
- 政宗様のお気に召すまま 花嫁御寮は求婚中
- 砂漠の城の真珠姫シリーズ
  - 砂漠の城の真珠姫 宝石宮の王と妖精の妃
  - 砂漠の城の真珠姫 黄金後宮に揺れる恋